# Lignocellulose
Lignocellulose  verwijst naar alle vezelhoudende plantaardige materie (biomassa), dit wordt ook wel lignocellulosebiomassa genoemd. Het is de meest voorkomende grondstof op Aarde voor het produceren van biobrandstof, voornamelijk bio-ethanol. Het bestaat uit koolhydraatpolymeren (cellulose, hemicellulose), en een aromatische polymeer (lignine). Deze koolhydraatpolymeren bevatten verschillende suikermonomeren (zes en vijf koolstofsuikers) en zijn nauw verbonden met lignine. Lignocellulosebiomassa kan grofweg verdeeld worden in natuurlijke biomassa, biomassa-afval en energiegewassen. Onder natuurlijke biomassa vallen alle van nature voorkomende planten zoals bomen, struiken en gras. Biomassa-afval is het laagwaardige restproduct uit verschillende industriële sectoren zoals landbouw (maïsstengels, suikerriet bagasse, stro etc.) en bosbouw (resten van de houtzagerij en papierfabriek). Energiegewassen zijn gewassen met een hoge opbrengst van lignocellulose biomassa, geproduceerd om als grondstof te dienen voor tweede generatie biobrandstof; voorbeelden zijn onder meer vingergras (Panicum virgatum) en olifantsgras.

## Energiegewassen
Veel gewassen zijn interessant om hun vermogen om grote hoeveelheden biomassa op te brengen, zij kunnen meerdere keren per jaar worden geoogst. Hieronder vallen onder meer populieren en Miscanthus giganteus (Chinees reuzenriet). Het meest voorkomende energiegewas is suikerriet, wat een bron is van makkelijk fermenteerbare sucrose en het lignocellulose bijproduct bagasse.

## Toepassingen

### De papierindustrie
Lignocellulose biomassa is de grondstof voor de  papierindustrie. Deze energie-intensieve industrie richt zich op het scheiden van de lignine van de cellulose delen van de biomassa.

### Biobrandstoffen
Lignocellulose biomassa zoals brandhout bestaat al eeuwenlang als brandstof. Sinds het midden van de 20e eeuw heeft men steeds meer interesse gekregen in het gebruik van biomassa om “vloeibare” brandstoffen te maken, namelijk het fermentatieproces (gisting) om lignocellulose om te zetten in ethanol. Dit is een interessante manier om fossiele brandstoffen te vervangen. Biomassa is een koolstof-neutrale energiebron: omdat het van planten afkomstig is voegt de verbranding van lignocellulose biomassa geen extra koolstofdioxide aan de koolstofkringloop toe. Naast ethanol zijn veel andere op lignocellulose biomassa gebaseerde brandstoffen interessant, waaronder butanol, 2,5-dimethylfuraan, en gamma-Valerolacton.
Een uitdaging bij het produceren van ethanol met biomassa is dat de benodigde suikers gevangen zitten in de lignocellulose. Lignocellulose is ontstaan om afbraak tegen te gaan, hydrolysereacties te stabiliseren en een stevige structuur te geven aan de celwanden van de planten. Deze robuustheid is toe te schrijven aan het koppelen van de polysachariden (cellulose en hemicellulose) en de lignine door middel van ester en ether verbindingen. Ester-verbindingen ontstaan tussen geoxideerde suikers, uronzuren en de phenol en phenylpropanol functionaliteiten van de lignine. Om de gefermenteerde suikers te extraheren moet men eerst de cellulose loskoppelen van de lignine en daarna zuur of op enzymen gebaseerde methoden gebruiken om de nieuw bevrijde cellulose te hydroliseren, zodat ze worden afgebroken tot simpele monosachariden. Een andere uitdaging bij de fermentatie van biomassa is het hoge percentage van pentosen in de hemicellulose, zoals xylose of houtsuiker. Anders dan bij hexosen zoals glucose zijn pentosen moeilijk te fermenteren. De problemen die de lignine en hemicellulose fracties veroorzaken zijn het onderwerp van veel hedendaagse studies.
Een groot deel van het onderzoek naar het gebruik van lignocellulose biomassa als grondstof voor bio-ethanol richt zich met name op de schimmel Trichoderma reesei, die bekend staat om zijn cellulose eigenschappen. Verschillende richtingen worden verkend, waaronder het ontwerpen van een geoptimaliseerde mix van cellulosen en hemicellulosen die zijn gescheiden van T. reesei en het genetisch manipuleren van de schimmel zodat deze bij de lignocellulose biomassa geplaatst kan worden en de materie kan afbreken tot glucosemonomeren. Stam-verbeterende methoden hebben geleid tot stammen die in staat zijn om significant meer cellulose te produceren dan het oorspronkelijke QM6a isolaat; bepaalde industriële stammen kunnen tot wel 100 g cellulose per liter schimmel produceren, zodat het mogelijk wordt om een maximaal aantal suikers uit de lignocellulose biomassa te halen. Deze suikers kunnen vervolgens worden gefermenteerd, wat leidt tot bio-ethanol. 